# Procreate
Procreate és una aplicació d'edició de gràfics de trama per la pintura digital desenvolupada i publicada per Savage Interactive per iOS i iPadOS. Dissenyat com a resposta a les possibilitats artístiques de l'iPad , i proveint des d'artistes principiants a professionals, va ser llançat a l'App Store (iOS) l'any 2011.
L'objectiu de Procreate és recrear la sensació del dibuix tradicional, alhora que s'usen els avantatges pràctics d'una plataforma digital. Ofereix uns 130 pinzells realistes, capes múltiples, modes de mescla, màscares, 4K resolució d'exportació de vídeos de procés, autoguardat, i moltes altres eines d'art clàssiques i originals en l'art digital. A més de gràfics de trama, aquest programari té vàries opcions limitades d'editar i renderitzar textos i gràfics de vector. Procreate està dissenyat per utilitzar-lo mitjançant el multi-touch i l'Apple Pencil. També és compatible amb altres marques de llapis digitals, i permet l'exportació/mportació a Adobe Photoshop (Format PSD).
Procreate no requereix compres dins la mateixa app o cap mena de subscripció.

## Versions

### Procreate
Actualment dins la versió 4.3, Procreate per iPad va ser llançat el 2011 per Tasmanian software Company Savage Interactive. L'any 2013 va rebre un Premi de Disseny de d'Apple, i va guanyar gran popularitat quan l'artista Kyle Lambert va crear una controversial pintura hiper realista de Morgan Freeman utilitzant tan sols els seus dits i Procreate. Respecte a projectes professionals, Procreate ha estat utilitzat per crear els cartells per Stranger Things, Logan, i Blade Runner 2049, així com per a diverses cobertes de The New Yorker. També ha estat adoptat per artistes de belles arts, tatuadors, i creatius a Marvel, DC, Disney, i Pixar.
El 2016 Procreate va esdevenir una de les aplicacions top 10 en bestelling a l'App Store, i l'any 2017 va arribar al lloc número dos, fins a esdevenir la més venuda de tot l'any 2018. En l'actualitat és una aplicació habitual en aparèixer en els llançaments de nous productes Apple.

### Procreate Pocket
Presentant una interfície minimalista per no desencaixar dins de l'estètica d'Apple, Procreate Pocket va ser llançat a l'App Store el desembre de 2014. En un inici Procreate Pocket contenia gairebé qualsevol eina que poguessis trobar a Procreate, però de manera que Procreate va anar afegint eines i actualitzacions al llarg dels anys, Procreate Pocket es va quedar enrere. L'any 2018, Savage va anunciar la nova versió Procreate Pocket 2.0, que portava la versió per iPhone de l'app un altre cop al mateix nivell que l'aplicació per Ipad. El desembre de 2018, Procreate Pocket va rebre el premi Apple de ''App of the Year''.

## Usuaris destacats
Entre els coneguts usuaris de Procreate hi ha l’artista de còmics i coeditor de DC Comics Jim Lee, que l’ha utilitzat per esbossar Batman i el Joker. El bon artista britànic David Hockney va crear una sèrie de pintures de paisatges amb Procreate. Kyle Lambert, un cartellista destacat per la creació del cartell de Stranger Things a Procreate, també és conegut pel seu viral Procreate finger-painting de Morgan Freeman. L'artista James Jean també utilitza Procreate per al treball de cartells de pel·lícules, inclòs el cartell de Blade Runner 2049. Raphael Lacoste, director d’art d'Ubisoft i Electronic Arts, utilitza Procreate per als estudis. L'artista conceptual Doug Chiang crea dissenys de robots, vehicles i criatures per a Star Wars a Procreate. John Dyer, el pintor de paisatges anglès, va utilitzar Procreate com a part del projecte 'Last Chance to Paint', una associació amb el Projecte Eden que va enviar a Dyer a quedar-se amb els Yaminawá a la selva amazònica, on va pintar l'experiència.
Procreate també s'utilitza a Disney i Pixar.

## Savage Interactive
Savage Interactive va ser fundada el gener de 2010 per James i Alanna Cuda, en resposta a l’anunci del primer iPad. Treballant des de la cuina de Cudas a Old Beach (Tasmania, Austràlia), amb el programador Lloyd Bottomley i el dissenyador gràfic Cameron Newton, Savage va llançar la primera versió de Procreate per a l'iPad a l'App Store el març del 2011.
Després de guanyar un Apple Design Award el juny de 2013, Savage va llançar Procreate 2 juntament amb iOS7, afegint suport per a fitxers 4K, desament automàtic continu i pinzells personalitzables. El desembre d’aquest mateix any, la pintura digital de Morgan Freeman, de Kyle Lambert, es va fer viral i va generar una gran publicitat per a l’aplicació.
Savage va llançar Procreate Pocket el desembre de 2014. Després del creixent èxit de Procreate i Procreate Pocket, Savage va rebre ofertes d'inversió i invitacions per traslladar-se a Silicon Valley. Savage va rebutjar aquestes ofertes sobre la base que la remota ubicació de la companyia a Tasmània és una elecció deliberada per mantenir la independència de la política i la cultura de Silicon Valley. Ara, mantenint a un personal de set persones, Savage es va traslladar a oficines comercials a North Hobart el 2016.
Al desembre de 2018, Procreate es va convertir en l'aplicació més venuda a l'App Store i Procreate Pocket va rebre el premi "App of the Year" d'Apple.
Des del febrer de 2020, Savage dona feina a més de 30 empleats i continua publicant actualitzacions i millores periòdiques a Procreate i Procreate Pocket.

## Eines
Procreate consta amb un canvas de resolució 4k, 136 pinzells incloent-hi pinzells de textura dual exclusius, text i capacitats d'animació, i una gamma d'eines clàssiques i originals creades especialment per ser utilitzades amb el multitouch.

### Característiques
- Optimitzat per iPad Pro i Apple Pencil
- Canvas d'alta definició fins a 16K per 4K en l'iPad Pro 12.9" i 10.5”
- Generat per l'engine Silica M 64-bit painting
- 64-bit color
- 64-bit exemple d'smudge
- Multi-threaded(optimitzat per iPad nuclis múltiples)
- 250 nivells de desfer i refer
- Continu auto-salvar
- Possibilitats de shortcut / Connexió amb teclat
- Menu Ràpid One-touch
- Redimensionar i retallar el canvas
- La característica QuickShape permet als usuaris dibuixar formes perfectes amb la mà

### Pinzells
- 136 pinzells
- Sistema de pinzells dual textured
- 50 opcions customitzables per cada pinzell
- Crea fels teus propis pinzells Procreate i els teus sets de pinzells
- Importació i exportació de pinzells personalitzable

### Capes
- Màscares de capa
- Màscares de retall
- Grups de capa
- Selecció de capa múltiple, moviment, i transformar
- 17 modes de mescla de capes

### Color
- 64-bit color
- P3 Wide Colour suport
- Eina d'escollir color (eyedropper)
- Eina de gotes de color (flood fill)
- Valors RGB i HEX per ajustaments precisos de color
- Equilibri de color
- Corbes d'imatge
- HSB
- Recolorejament

### Efectes d'acabat
- Entelat de perspectiva
- Gaussian i entelat de moviment
- Aguditzar i afegir soroll
- Liquify

### Guies de dibuix
- Perspectiva, Isomètric, 2D, i Simetria guies visuals
- Eina d'assistència del dibuix

### Vídeo
- Temps-lapse replay del procés sencer de l'artwork

### Integració del Workflow i Compartir
- Arrossega i deixa artworks, pinzells i paletes entre aplicacions
- Importació o exportació d'arxius PSD d'Adobe Photoshop
- Exportació a AirDrop, iCloud Drive, Fotos, iTunes, Twitter, Dropbox, Drive de Google, Facebook, Weibo i Correu
- Exportació com layered native .arxiu procreate, PSD, TIFF, PNG transparent, PDF multipàgines o JPEG a punt per a la web